# Bombycilaena
Bombycilaena (DC.) Smoljan. – rodzaj roślin z rodziny astrowatych (Asteraceae). Obejmuje dwa gatunki występujące w basenie Morza Śródziemnego i w południowo-zachodniej Azji.

## Systematyka
Pozycja według APweb (aktualizowany system APG IV z 2016)
Jeden z rodzajów plemienia Gnaphalieae z podrodziny Asteroideae w obrębie rodziny astrowatych (Asteraceae) z rzędu astrowców (Asterales) należącego do dwuliściennych właściwych.
Wykaz gatunków
- Bombycilaena discolor (Pers.) M.Laínz
- Bombycilaena erecta (L.) Smoljan.